# Alling Kloster
Alling Kloster lå ved den sydøstlige ende af Alling Sø i Svostrup Sogn, Gjern Kommune (Hids Herred, Viborg Amt). 
Det blev formentlig anlagt efter 1231, hvor "Alyung" nævnes i Kong Valdemar Jordebog som kongens ejendom, men efter 1268, hvor "Claustrum Alfing" nævnes i et testamente. Klostret hørte under benediktinerordenen og blev viet til Sct. Hans, eller Sct. Johannis og blev efterhånden et rigt kloster med bøndergods i store dele af Østjylland, og ejerskab til alle omegnens kirker.
Klostret blev nedlagt efter reformationen, og den sidste abbed blev præst i Grønbæk- og Svostrup Sogne. Klostret var i en periode adeligt len, men kom efterhånden, og i 1573 helt under Silkeborg Slot, og bygningerne blev formentlig nedrevet kort efter. Ruinrester ses, efter Nationalmuseets arkæologiske undersøgelser i 1894, 1942, og i 1989, tydeligt på stedet. Stedet blev fredet i 1901.
Alling Kloster, Allinggård og Alling Skovgård udgjorde en samlet ejendom indtil 1820, hvor Alling Kloster og Alling Skovgård blev udskilt fra Allinggård. Allinggård, Alling Kloster og Alling Skovgård havde dog samme ejer i årene 1890-1918. 
I 1919-1920 opførte Axel Høeg-Hansen en stor landvilla for herredsfuldmægtig E. Jopp i nærheden af klosterruinen. Samtidig forestod Axel Høeg-Hansen opførelsen af nye bygninger på den nærliggende Allinggård.

## Ejerliste
- 1268-1536 Alling Kloster
- 1661-1821 Samlet med Allinggård
- 1821-1918 Samlet med Alling Skovgård
- 1918-1936 Ewald Jopp, herredsfoged
- 1936-1964 Jens Pagh Jensen
- 1964-1988 Vibeke Knuth, født Düring Lausen, grevinde
- 1988-1999 Ladekjær Mikkelsens Fabrikker A/S
- 1999- Marie Louise Ladekjær Friderichsen